# Curve
Curve var en engelsk musikduo inom alternativ rock och electronica som bestod av sångerskan Toni Halliday och musikern Dean Garcia. Gruppen bildades i London 1990 och var aktiva fram till 2005.

## Diskografi
Studioalbum
- Doppelgänger (1992)
- Cuckoo (1993)
- Come Clean (1998)
- Gift (2001)
- The New Adventures of Curve (2002; endast utgivet på internet)

Samlingsalbum
- Pubic Fruit (1992)
- Radio Sessions (1993)
- Open Day at the Hate Fest (2001)
- The Way of Curve (2004)
- Rare and Unreleased (2010)

EP
- Blindfold EP (1991)
- Frozen (1991)
- Cherry (1991)

Singlar
- "Faît Accompli" (1992)
- "Horror Head" (1992)
- "Superblaster" (1993)
- "Blackerthreetracker" (1993)
- "Pink Girl With The Blues" (1996)
- "Chinese Burn" (1997)
- "Coming Up Roses" (1998)
- "Perish" (2002)
- "Want More Need Less" (2003)